# Pselaphodes shii
Pselaphodes shii (лат.) — вид мелких коротконадкрылых жуков рода Pselaphodes из подсемейства ощупники (Pselaphinae, Staphylinidae). Название дано в честь коллектора типовой серии (Hong-Liang Shi).

## Распространение
Юго-Восточная Азия: южный Китай, Hainan Province, Jianfengling Natural Reserve.

## Описание
Мелкие жуки-ощупники, длина тела менее 3 мм (самцы от 2,85 до 2,95 мм), красновато-коричневого цвета. Отличаются своими округлёнными заднеглазными краями. Пронотум угловатый на переднебоковых углах с длинным метавентральным выступом. Апикальные членики IX—XI жгутика усика сильно модифицированные, увеличенные. Глаза примерно из 40 фасеток. Второй тарзомер простой, линейный, не увеличенный. Срединная метавентральная ямка отсутствует. Нижнечелюстные щупики (по крайней мере, некоторые сегменты из группы II—IV) асимметричные, округло расширенные или слегка выступающие латерально. Голова с фронтальной ямкой. Глаза выступающие. Усики прикрепляются у переднего края головы; булава усиков 3-члениковая; скапус отчётливо длиннее педицелля. Ноги тонкие и длинные; бёдра утолщённые. В основании надкрылий по две ямки. Брюшко короткое (его длина явно меньше ширины).

## Систематика
Впервые описан в 2012 году китайскими колеоптерологами Zi-Wei Yin и Li-Zhen Li (Shanghai Normal University, Шанхай, Китай). По своим признакам наиболее близок к видам Pselaphodes bomiensis Yin et al., 2011 и Pselaphodes condylus Yin et al., 2011.